# Parascudderia tripunctata
Parascudderia tripunctata är en insektsart som först beskrevs av Scudder, S.H. 1875.  Parascudderia tripunctata ingår i släktet Parascudderia och familjen vårtbitare. Inga underarter finns listade i Catalogue of Life.